# Северная (река, впадает в Берингово море)
Северная (Вагонмат, в верховье — Правая Северная) — река на северо-востоке Камчатского края. Протекает по территории Олюторского района Камчатского края.
Длина реки — 42 км, площадь водосборного бассейна — 435 км². Впадает в Берингово море.

## Притоки
Объекты перечислены по порядку от устья к истоку.
- 15 км: Мелкий
- 22 км: река без названия
- 25 км: река без названия

## Данные водного реестра
По данным государственного водного реестра России относится к Анадыро-Колымскому бассейновому округу.